# پیک ریور، کبک
پیک ریور (به فرانسوی: Pike River) شهری در منطقه شهری بروم-میسیسکوا ناحیه مونترژی در استان کبک کانادا است. در سرشماری سال ۲۰۱۱ این شهر ۵۷۲ نفر جمعیت داشته‌است و مساحت آن ۴۳٫۵۸ کیلومتر مربع است.